# Viviano Orfini
Viviano Orfini (* 23. August 1751 in Foligno; † 8. Mai 1823 in Rom) war ein italienischer  Kardinal der Römischen Kirche.

## Leben
Der aus dem Patriziat stammende Orfini wurde am 5. Juni 1778 Päpstlicher Hausprälat und Referendar der Apostolischen Signatur. Vom 20. Juni 1778 bis zum 8. November 1782 Gouverneur von Sabina, war er vom 9. November 1782 bis Februar 1785 Gouverneur in Fano. Wieder nach Rom berufen, wurde er am 14. Februar 1785 Relator der Consulta.
Am 25. Dezember 1788 zum Kanoniker der Vatikanbasilika ernannt, verließ er Rom nach dem Fall des Kirchenstaates und wurde am 23. Februar 1801 Kleriker der Apostolischen Kammer. Seit dem 1. Juni 1808 der Kongregation für die kirchliche Immunität angehörend, wurde er am 23. September 1814 Präsident der Ripe und am 9. März 1816 Präsident der Kommission für die Straßen des Kirchenstaates. Seit dem 1. Oktober 1817 Dekan der Kleriker der Apostolischen Kammer, wurde er am 10. Februar 1819 zudem Präsident der Kommission für öffentliche Arbeiten und von 1820 bis 1823 auch Präfekt der Annona.
Papst Pius VII. kreierte Orfini am 10. März 1823 zum Kardinal. Orfini starb kaum zwei Monate später, noch bevor ihm eine Titelkirche übertragen werden konnte.